# Julius Block (Unternehmer)
Julius Block (russisch Юлиус Блок; * 1858 in Pietermaritzburg; † 4. Februar 1934 in Vevey) war ein deutscher Unternehmer, Musikliebhaber und Pionier der Tonaufnahme.

## Leben
Blocks Vater war Besitzer einer Firma, die neue technische Geräte in Russland vertrieb und von 1863 bis zur Oktoberrevolution 1917 existierte. Block wuchs in St. Petersburg auf. Er wollte eigentlich Musiker werden, aber sein Vater drängte ihn in eine kaufmännische Ausbildung, die er in London und New York erhielt. Er spielte Geige und Klavier.

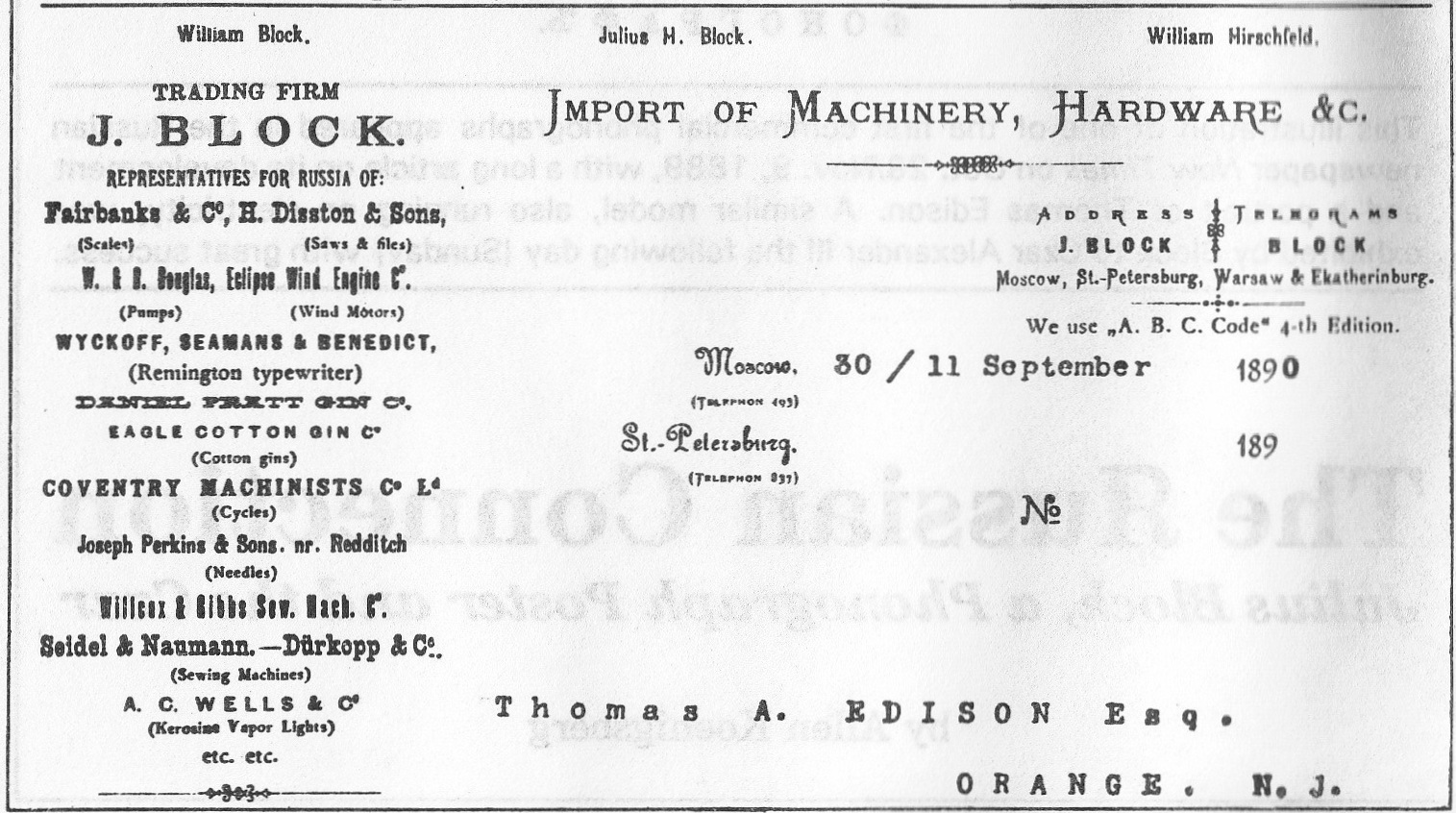
Handelsfirma J. Block

Ab 1880 leitete Block mit Vatersnamen Iwanowitsch in St. Petersburg die Familienfirma (Handelsfirma J. Block, Gesellschafter William Block, Julius Block, William Hirschfeld) mit Niederlassungen in St. Petersburg, Moskau, Warschau und Jekaterinburg. 1879 hatte die Firma die ersten Fahrräder nach Russland eingeführt. 1885 importierte er Remington-Schreibmaschinen.
Block liebte den Radsport und machte ihn in Russland populär. 1883 hatte er das erste russische Radrennen über 1,5 Werst gewonnen. 1884 gründete er die Moskauer Gesellschaft der Amateurradfahrer und schrieb ihre Satzung. Er schrieb einige Bücher über Fahrräder und deren Pflege, über das Fahrradfahrlernen und die Bedeutung des Fahrradfahrens für die Gesundheit.

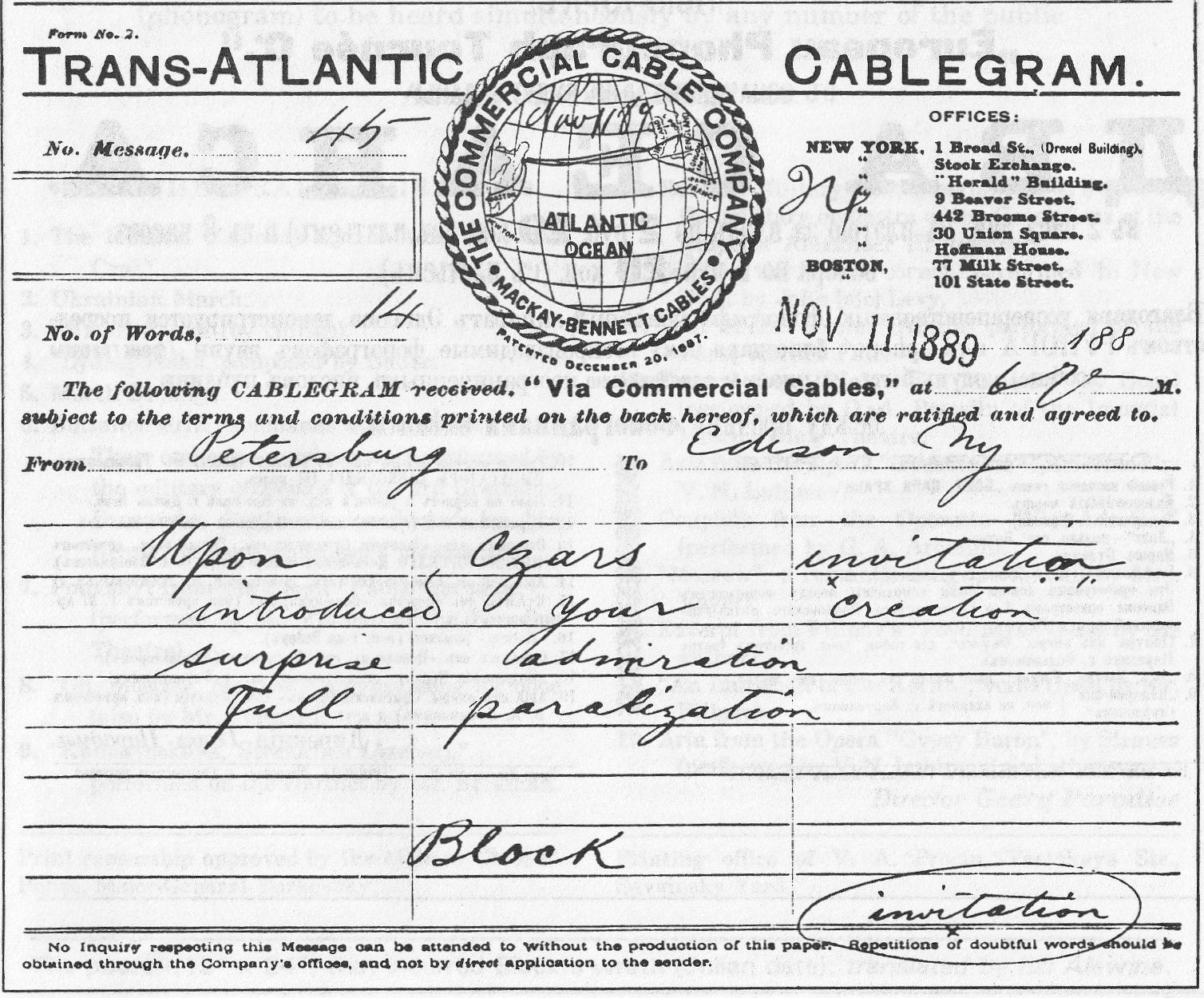
Blocks Telegramm an Edison

1889 besuchte Block Thomas Alva Edisons Laboratorium in Menlo Park, New Jersey, und erhielt die Genehmigung für den Vertrieb von Edisons Phonographen in Russland. Block führte den Phonographen am Hof Alexanders III. mit großem Erfolg vor. Nach einem entsprechenden Telegramm Blocks an Edison schickte Edison an Alexander III. einen persönlichen Phonographen als Geschenk. Auch präsentierte Block den Phonographen im Sankt Petersburger Konservatorium, im Moskauer Konservatorium, in der Kaiserlichen Akademie der Wissenschaften und in Musikgesellschaften und wissenschaftlichen Gesellschaften. In Moskau und St. Petersburg veranstaltete er Phonographische Abende, bei denen er erstmals in Russland Musik, Rezitationen und Stimmen bekannter Personen aufnahm. Bei der Aufnahme der Stimme Lew Tolstois schenkte Block ihm ein Fahrrad. Block führte ein Edison-Album, in dem auf Blocks Bitte die angesprochenen Personen ihre Eindrücke eintrugen. Pjotr Tschaikowski, Lew Tolstoi, Nikolai Rimski-Korsakow und Anton Rubinstein sagten dem Phonographen eine großartige Zukunft voraus. Allerdings waren die Personen mit der Qualität ihrer wiedergegebenen Stimmen nicht zufrieden. Jan Hřímalý charakterisierte den Phonographen als schärfsten Kritiker des Musikinterpreten, weil er alle Fehler hört, so dass Rubinstein sich weigerte, sein Spielen aufnehmen zu lassen.
1899 verließ Block Russland und ließ sich in Berlin nieder. Auch hier machte er phonographische Aufnahmen. Im Hinblick auf den Wert seiner Sammlung schickte er 1910 einige Wachszylinder mit Aufnahmen an Edison für die Anfertigung genauer Kopien. Allerdings gingen diese Zylinder bei einem Laboratoriumsbrand verloren.
Nach dem Ersten Weltkrieg lebte Block ab 1920 in Vevey und führte seine Aufnahmetätigkeit fort. Er teilte seine Sammlung in drei Teile. Er schickte den ersten Teil an die Universität Bern und den zweiten Teil nach Warschau. Der dritte Teil gelangte nach Berlin. Nach Aussagen des britischen Sammlers und Verlegers John Maltese und seines Sohnes John Anthony Maltese verhandelte Block 1930 mit dem Berliner Phonogramm-Archiv des Ethnologischen Museums über eine Übergabe einer Sammlung. Er übergab dem Archiv drei Wachszylinder zur Erprobung eines galvanotechnischen Kopierverfahrens. Wegen finanzieller Schwierigkeiten und Blocks baldigen Tods kam das Vorhaben nicht mehr zustande.
Nach Blocks Tod übergab seine Tochter  359 Wachszylinder und drei verkupferte Matrizenzylinder dem Berliner Phonogramm-Archiv, wo die Phonogrammothek genannte Sammlung katalogisiert wurde. Im Zweiten Weltkrieg wurde die Phonogrammothek aufgrund der Bombardements in ein schlesisches Salzbergwerk evakuiert, während der Katalog in Berlin blieb. Nach Kriegsende wurde Blocks Sammlung von einer Trophäenkommission nach Moskau geschickt, worauf sie nach Leningrad ins Puschkin-Haus (Institut für russische Literatur) kam. 1949 inventarisierte eine von W. J. Hippius geleitete Kommission 2273 Originalwachszylinder, 5006 Wachskopien und 7199 verkupferte Zylinder. Ein Teil der Wachszylinder war beschädigt. Die Aufnahmen auf 2000 Wachszylindern wurden ohne Rücksicht auf das Berliner Inventarverzeichnis auf Magnetbänder kopiert. 1958 wurden aufgrund der Anordnung der Rückgabe des sogenannten Trophäenkulturguts die Materialien des Berliner Phonogrammarchivs an die DDR zurückgegeben. Ein Teil der Originale mit Aufnahmen der Stimmen russischer Kulturschaffender blieb im Puschkin-Haus.
Am Anfang der 1990er Jahre tauchten auf einer Auktion in London 24 Phonozylinder mit Begleitmaterialien aus Blocks Sammlung auf, die von dem New Yorker Sammler Allen Koenigsberg ersteigert wurden.
Blocks  Aufnahmen waren die Grundlage für den 2016 gedrehten Kurzfilm Der Phonograph mit dem Filmregisseur Kirill Serebrennikow, in dem Block von Jewgeni Kamenkowitsch gespielt wurde.
Blocks Edison-Album befindet sich in der New York Public Library. Blocks Briefe an Tschaikowski befinden sich im Puschkin-Haus, während Tschaikowskis Briefe an Block im Tschaikowski-Museum Klin zu finden sind.
Blocks Memoiren wurden in den 1960er Jahren in kleiner Auflage gedruckt. 1965 übergab Blocks Sohn das Manuskript der Yale University. 1992 erschien eine Neuauflage. 2008 erschienen in den USA bei H. W. Marston & Co die drei Compact Discs The dawn of recording: The Julius Block cylinders mit restaurierten Aufnahmen aus Blocks Sammlung.

## Stimmenaufnahmen (Auswahl)
- Pjotr Tschaikowski[10]
- Nikolai Rimski-Korsakow
- Anton Rubinstein
- Sergei Tanejew
- Anton Arenski
- Arthur Nikisch
- Alexander Juschin
- Alexander Lenski
- Lew Tolstoi
- Iwan Rjabinin
- Irina Fedossowa
- Jelisaweta Lawrowskaja
- Wassili Samus
- Lawrenti Dmitrijewitsch Donskoi
- Nikolai Figner
- Elena Gerhardt
- Jan Hřímalý
- Anatoli Brandukow
- Anna Jessipowa
- Paul Pabst
- Leonid Kreutzer
- Jascha Heifetz
- Józef Hofmann
- Egon Petri